# Casa do Terreiro

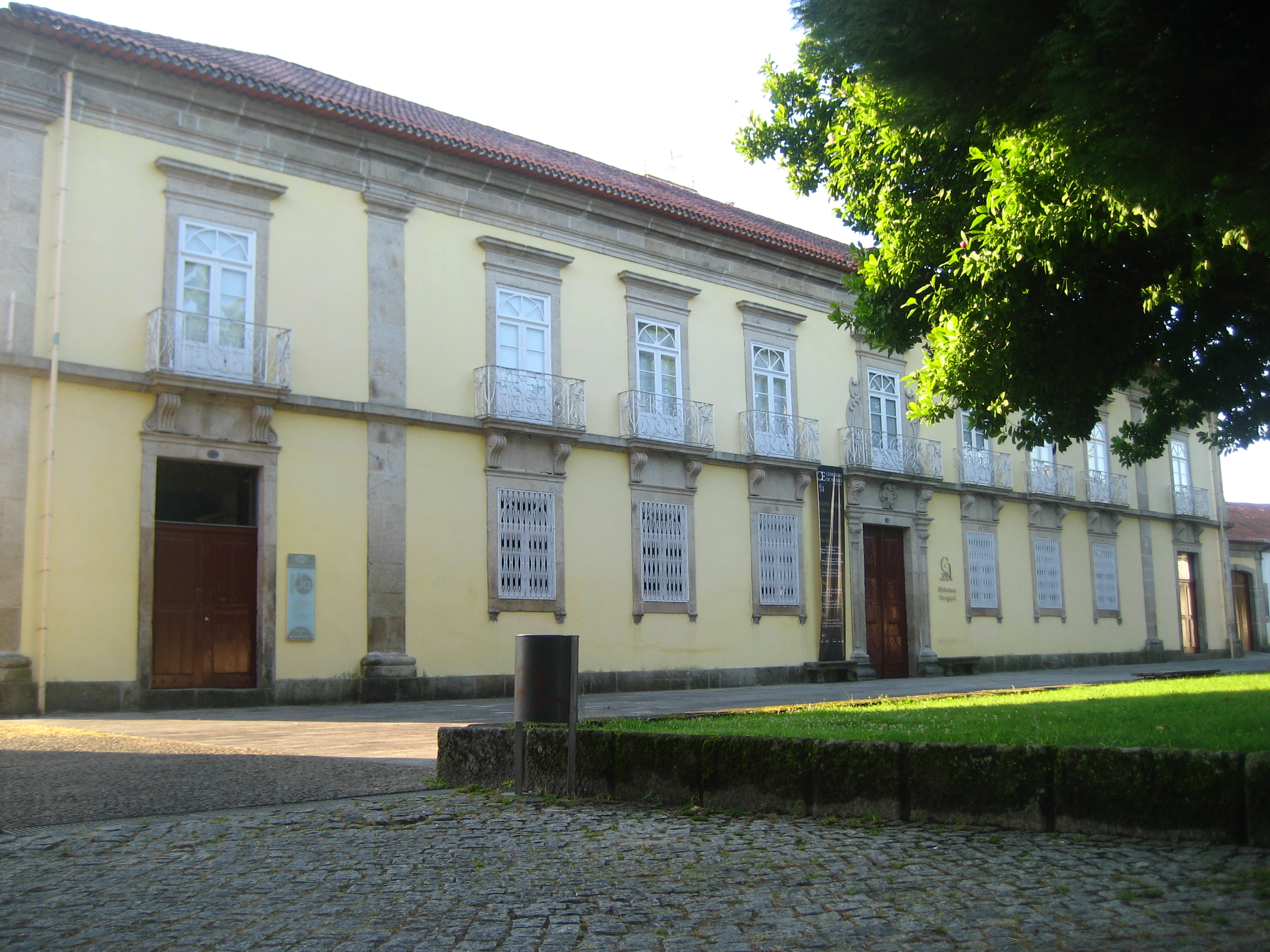

A Casa do Terreiro é uma casa apalaçada (ou solar) localizada no Jardim dos Centenários, na atual freguesia de Arcos de Valdevez (São Paio) e Giela, na vila e no município de Arcos de Valdevez, em Portugal.
Actualmente é sede da Casa das Artes e da Biblioteca Municipal de Arcos de Valdevez. Foi classificada em 1982 como Imóvel de Interesse Público.

## História
A Casa do Terreiro pertenceu a Rodrigo António da Costa Pereira de Gouvêa, Fidalgo da Casa Real e de Cota de Armas (passadas no ano de 1733), 5.º Senhor do Morgado da Roda e Capela (Bravães), 3º Senhor do Morgado de São José em Arcos de Valdevez. Descende também esta família da primeira nobreza galega como a casa de Caminha, Altamira e Trastâmera, entre outras. Cavaleiro da Ordem de Cristo por mercê de seu casamento com a Açafata da Infanta D.ª Maria Doroteia, D.ª Inácia Clara Rosa de Vilhena Coutinho, irmã do Senhor Marquês de Soydos.
O seu filho Gaspar José da Costa Pereira de Vilhena Coutinho foi Fidalgo Cavaleiro da Casa Real, 6º Senhor do Morgado da Roda, 4º Senhor de São José, Senhor do Paço da Palmeira que comprou ao Duque de Lafões e Senhor do Palácio Vilhena Coutinho. Nasceu nesta casa uma das mais ilustres senhoras do século XVIII e XIX do Reino de Portugal, apelidada de Sereia dos Olhos Verdes, Dª. Mariana Joaquina Apolónia da Costa Pereira de Vilhena Coutinho. Esta casa nobre ficou conhecida nos livros de nobreza como Casa do Terreiro. No século XIX foi seu herdeiro António Luís da Costa Pereira de Vilhena Coutinho, Fidalgo Cavaleiro da Casa Real, Bacharel em Leis em Coimbra, Deputado da Nação, Juiz de fora de Amarante, Provedor da Santa Casa da Misericórdia de Braga, Comendador da Ordem de Nossa Senhora da Conceição de Vila Viçosa e da Ordem de Nosso Senhor Jesus Cristo, 8º Senhor do Morgado da Roda e 5º Senhor do Morgado de São José, casado com D. Dorotea de Noronha e Menezes de Mesquita e Mello de Portugal, filha de D. Manoel de Noronha e Menezes de Mesquita e Melo de Portugal, Senhor da Quinta da Prelada, no Porto. Foi sua herdeira D.ª Guiomar da Costa Pereira de Vilhena Coutinho, casada com o Excelentíssimo Senhor Duarte Guilherme Ferreri de Gusmão, representante do título de Barão de São Martinho de Dume e Senhor da Casa de Cabanas.
Posteriormente vendeu Gaspar José a Casa do Terreiro ao seu amigo e primo Gaspar de Araújo e Azevedo e Gama, 1º Visconde de São Paio dos Arcos, da família Azevedo Araújo e Gama descendente dos Velhos de Araújo provenientes de Lobios, para reconstruir o Palácio Vilhena Coutinho em Braga.